# Sepullia murrayi
Sepullia murrayi is een halfvleugelig insect uit de familie Aphrophoridae. De wetenschappelijke naam van deze soort is voor het eerst geldig gepubliceerd in 1858 door Fairmaire & Victor Antoine Signoret.